# Hana Andronikova
Hana Andronikova (ur. 9 września 1967 w Gottwaldovie, zm. 20 grudnia 2011 w Pradze) – czeska pisarka.

## Życiorys
Studiowała anglistykę i bohemistykę na Uniwersytecie Karola w Pradze. Po ukończeniu studiów pracowała jako kierownik personalny w czeskich i zagranicznych firmach. Od 1999 roku poświęciła się wyłącznie pisarstwu.
Jej pisarski debiut Zvuk slunečních hodin (ukazujący losy kilku kobiet od Holocaustu do rewolucji 1989) zdobył w 2001 Literacką Nagrodę Klubu Książki (Literární cena Knižního klubu), a w 2002 nagrodę Magnesia Litera w kategorii "Odkrycie Roku".
Zmarła na raka 20 grudnia 2011.

## Twórczość
- Zvuk slunečních hodin (2001)
- Srdce na udici (2002)
- Nebe nemá dno (2010)